# Jan Kozłowski (1886–1962)
Jan Kozłowski pseud. Mały, Murarz (ur. 18 lutego 1886 w Miłośnie pod Warszawą, zm. 25 lutego 1962 w Łodzi) – polski działacz socjalistyczny, komunistyczny i związkowy.
Po ukończeniu 3 klas szkoły podstawowej był pomocnikiem murarskim w Warszawie, od 1905 członek PPS, IV 1906 na 3 miesiące aresztowany za działalność socjalistyczną. XI 1906 uwięziony w Cytadeli Warszawskiej, potem w Modlinie, 2 III 1908 w trybie administracyjnym skazany na rok zesłania do guberni orenburskiej, skąd po kilku tygodniach zbiegł i wrócił do Warszawy, wkrótce aresztowany i znów zesłany do tej guberni, w 1910 wrócił i zamieszkał we wsi Wiatka Szlachecka k. Włocławka, gdzie pracował dorywczo jako murarz. Od stycznia 1921 mieszkał z rodziną w Łodzi, gdzie wstąpił do Związku Zawodowego Robotników Budowlanych "Łączność". Wybrany wiceprzewodniczącym zarządu tego Związku. Później włączył Związek do Związku Zawodowego Robotników i Robotnic Przemysłu Budowlanego znajdującego się pod wpływami KPP, do której wstąpił. Wiceprzewodniczący oddziału Związku w Łodzi. Od 1926 wraz z miejscowym aktywem związkowym starał się o przystąpienie rozwiązanego oddziału łódzkiego do krakowskiego Związku Robotników Budowlanych w Polsce (ZRB) będącego pod wpływami PPS. Od sierpnia 1926 był członkiem zarządu oddziału ZRB w Łodzi, w 1929 na polecenie KPP założył w Łodzi nową centralę związkową robotników budowlanych, która w założeniach miała objąć swoim zasięgiem cały kraj. Współorganizował oddziały związkowe w Pabianicach, Zgierzu, Łęczycy, Ozorkowie, później w Poznaniu i Brzezinach; wkrótce łódzka centrala została zdelegalizowana przez władze pod zarzutem powiązań z KPP. W 1934 był inicjatorem przystąpienia łódzkich robotników budowlanych do związanego z PPS miejscowego Związku Zawodowego Robotników Kanalizacyjnych, Drogowych i Plantacyjnych, którego został wiceprzewodniczącym. IX 1936 został radnym miejskim z listy PPS i związków zawodowych. Podczas okupacji przez 2 lata był na przymusowych robotach w Niemczech w Oranienburgu, potem był murarzem w Poznaniu i Łodzi. W 1945 wstąpił do PPR, a w 1948 do PZPR. Brał udział w odtworzeniu Związku Zawodowego Robotników i Pracowników Przemysłu Budowlanego, Ceramicznego i Pokrewnych Zawodów w Łodzi. Funkcjonariuszem związkowym był do sierpnia 1949, później był brygadzistą i inspektorem w Miejskim Przedsiębiorstwie Robót Budowlanych. Od 1956 na rencie dla zasłużonych. Był odznaczony Krzyżem Oficerskim Orderu Odrodzenia Polski.